# Wikinger Museum Haithabu

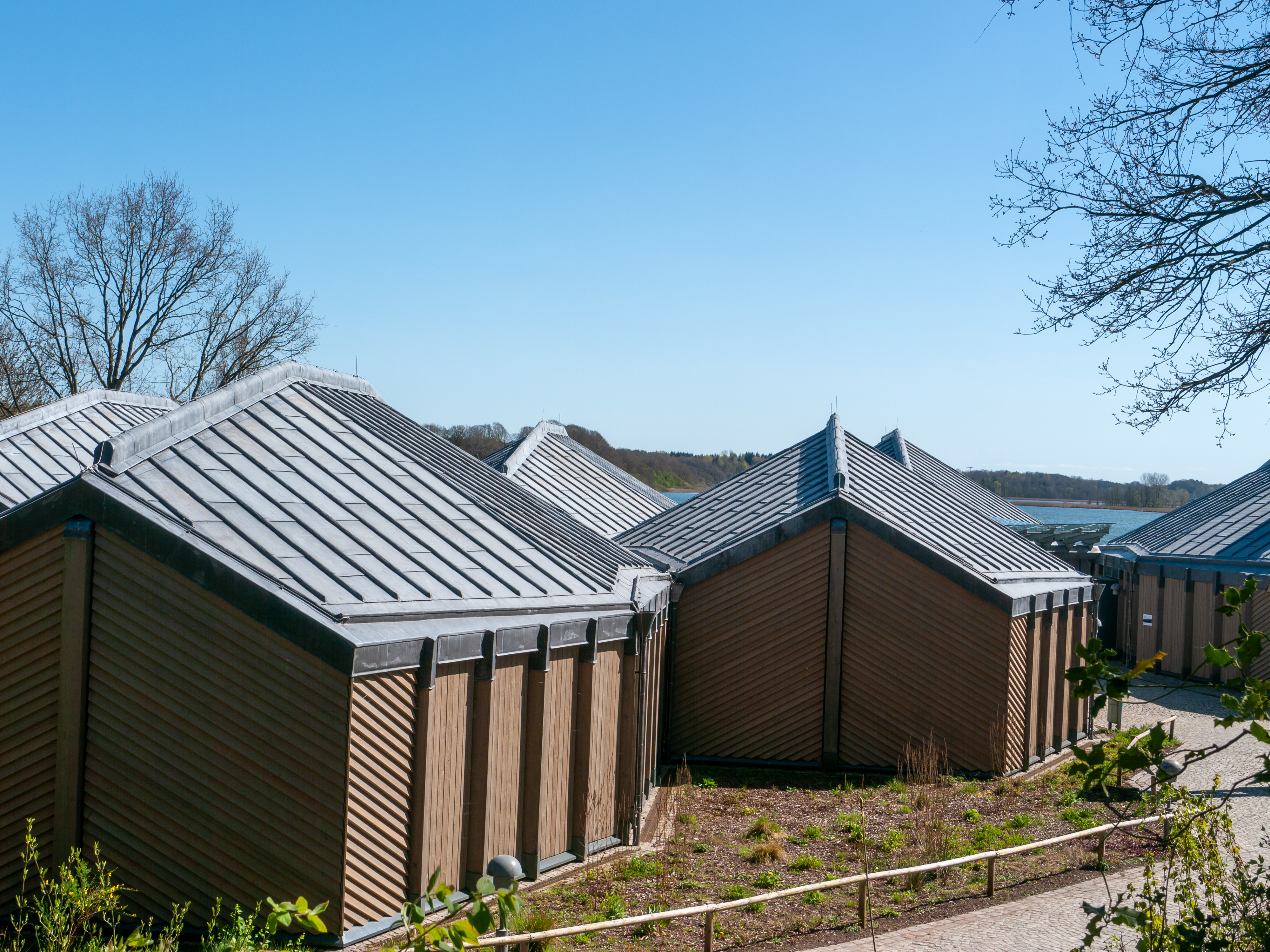
Wikinger Museum Haithabu

Het Wikinger Museum Haithaby is een museum in Haithabu. Het museum belicht de tijd van de Vikingen. Er staan in het openluchtmuseum enkele gereconstrueerde gebouwen, een brug en aanlegsteigers. In de permanente tentoonstelling wordt de geschiedenis van Haithabu verteld aan de hand van archeologische vondsten en films.